# فهرست شهرهای استان خراسان جنوبی
تا پایان سال ۱۴۰۲، استان خراسان جنوبی ۳۱ شهر داشته است. شهرستان های این استان به محصولات کشاورزی منحصر به فرد آن معروف می باشند که از جمله آن ها زعفران و زرشک قائنات و عناب بیرجند و مرکبات و خرمای طبس می باشد. قدیمی ترین زیستگاه بشری شرق کشور غار جوجه خونیک در شهرستان قائنات این استان قرار دارد.

استان خراسان جنوبی در سال ۱۴۰۳

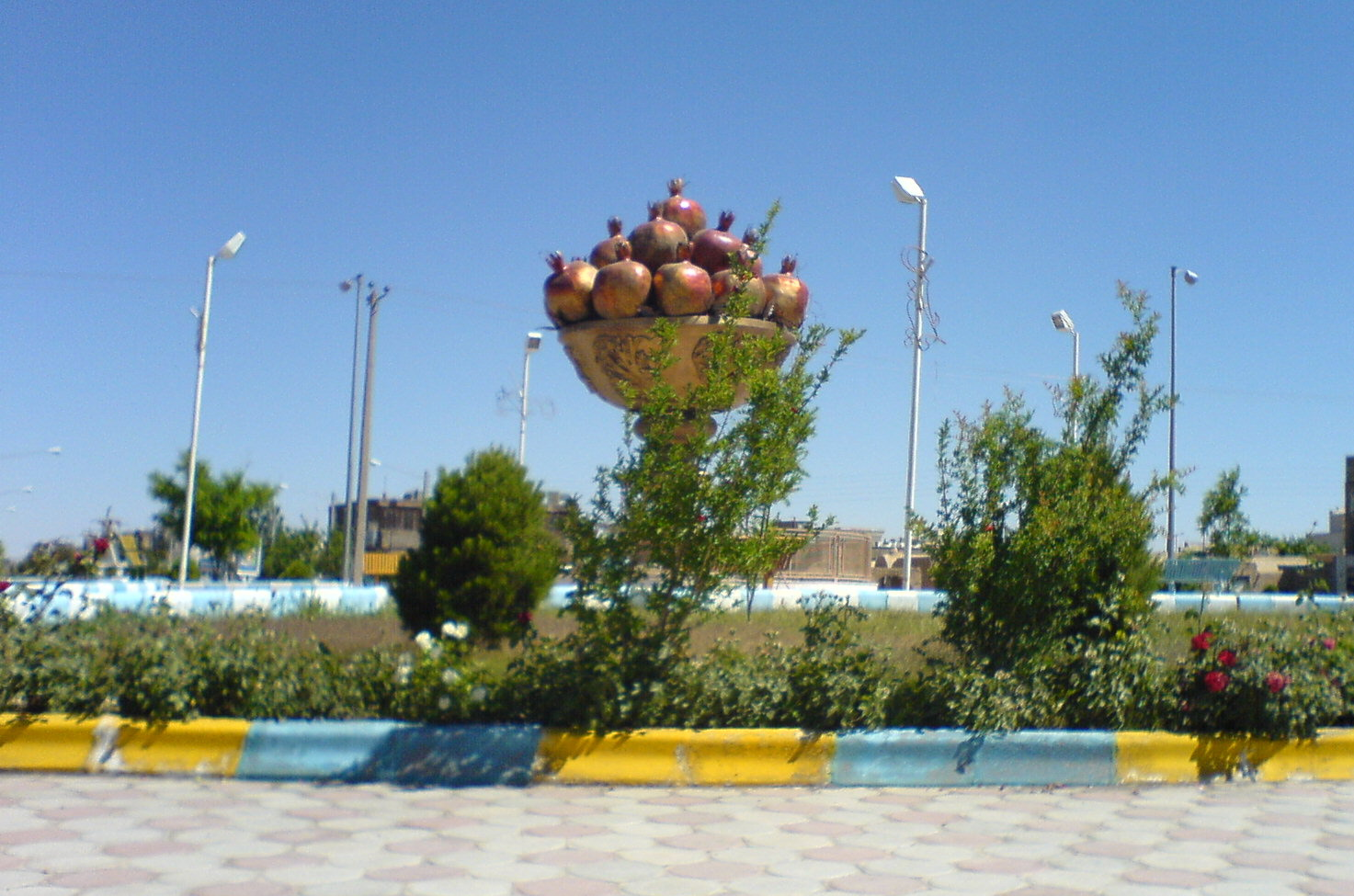
فردوس: نخستین شهر دارای شهرداری در بین شهرهای استان خراسان جنوبی

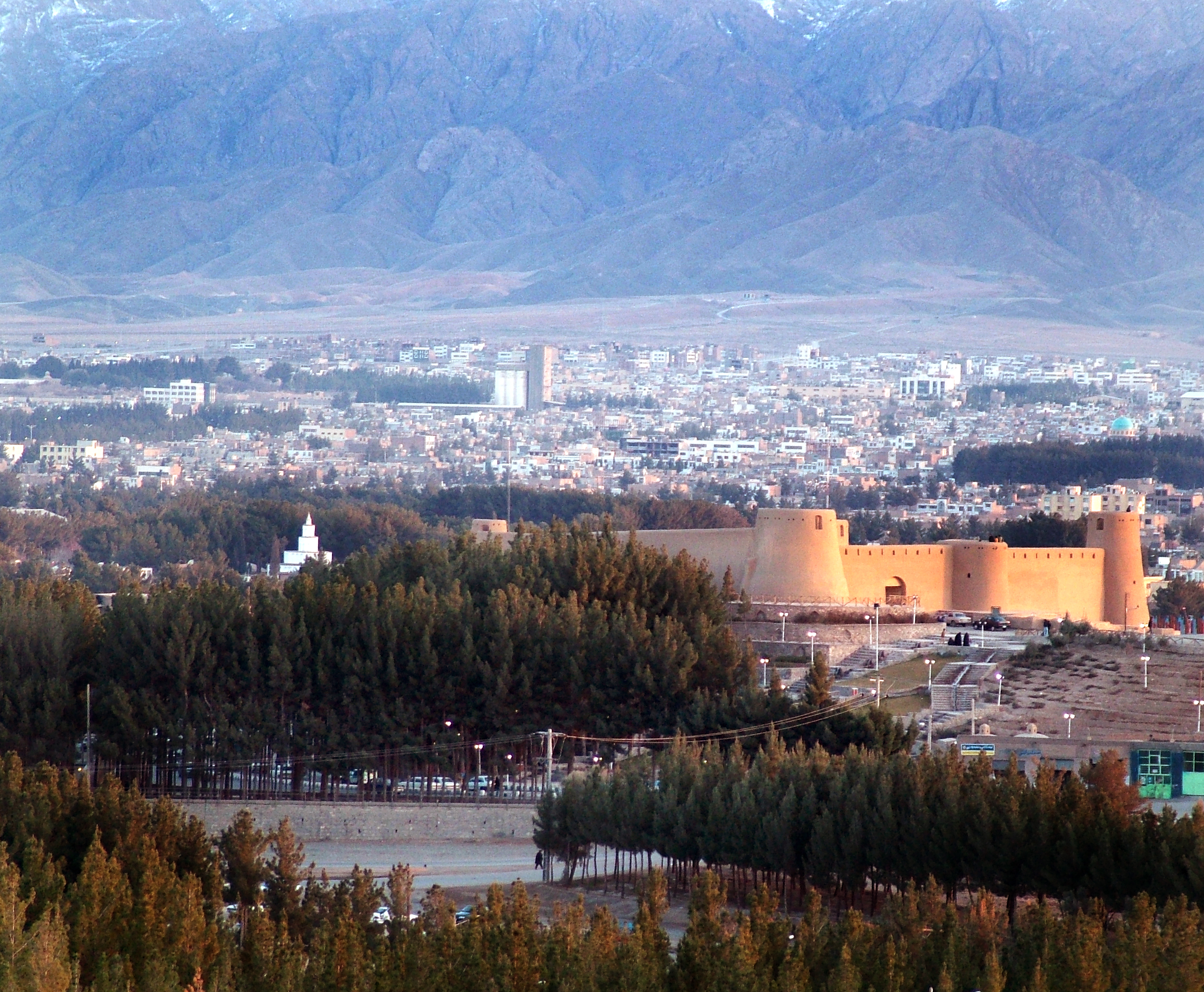
بیرجند: مرکز استان و پرجمعیت‌ترین شهر استان خراسان جنوبی

| ردیف | شهر          | شهرستان | جمعیت (۱۳۹۵) | سال تأسیس | درجهٔ شهرداری |
| ---- | ------------ | ------- | ------------ | --------- | ------------ |
| ۱    | بیرجند       | بیرجند  | ۲۰۳٬۶۳۶      | ۱۳۰۷      | ۹            |
| ۲    | قائن         | قائنات  | ۴۲٬۳۲۳       | ۱۳۲۸      | ۸            |
| ۳    | طبس          | طبس     | ۳۹٬۶۷۶       | ۱۳۱۰      | ۸            |
| ۴    | فردوس        | فردوس   | ۲۸٬۶۹۵       | ۱۳۰۴      | ۷            |
| ۵    | نهبندان      | نهبندان | ۱۸٬۳۰۴       | ۱۳۴۰      | ۶            |
| ۶    | بشرویه       | بشرویه  | ۱۶٬۴۲۶       | ۱۳۳۲      | ۶            |
| ۷    | سرایان       | سرایان  | ۱۳٬۷۹۵       | ۱۳۳۰      | ۶            |
| ۸    | سربیشه       | سربیشه  | ۸٬۷۱۵        | ۱۳۴۱      | ۵            |
| ۹    | اسلامیه      | فردوس   | ۷٬۱۰۸        | ۱۳۵۴      | ۴            |
| ۱۰   | حاجی‌آباد     | زیرکوه  | ۶٬۱۶۸        | ۱۳۷۸      | ۴            |
| ۱۱   | خوسف         | خوسف    | ۵٬۷۱۶        | ۱۳۷۵      | ۴            |
| ۱۲   | خضری دشت‌بیاض | قائنات  | ۵٬۶۸۰        | ۱۳۶۲      | ۶            |
| ۱۳   | اسدیه        | درمیان  | ۵٬۴۶۰        | ۱۳۷۵      | ۴            |
| ۱۴   | آیسک         | سرایان  | ۵٬۱۴۳        | ۱۳۷۸      | ۴            |
| ۱۵   | نیمبلوک      | قائنات  | ۴٬۷۶۲        | ۱۳۸۳      | ۳            |
| ۱۶   | طبس مسینا    | درمیان  | ۴٬۵۹۶        | ۱۳۸۷      | ۲            |
| ۱۷   | سه‌قلعه       | سرایان  | ۴٬۴۳۶        | ۱۳۸۱      | ۳            |
| ۱۸   | عشق‌آباد      | عشق‌آباد | ۳٬۹۶۵        | ۱۳۷۹      | ۴            |
| ۱۹   | آرین‌شهر      | قائنات  | ۳٬۷۲۹        | ۱۳۸۳      | ۳            |
| ۲۰   | اسفدن        | قائنات  | ۳٬۵۹۸        | ۱۳۸۳      | ۳            |
| ۲۱   | مود          | سربیشه  | ۳٬۴۷۷        | ۱۳۸۴      | ۱            |
| ۲۲   | شوسف         | نهبندان | ۳٬۱۸۱        | ۱۳۷۹      | ۲            |
| ۲۳   | دیهوک        | طبس     | ۲٬۹۵۹        | ۱۳۸۳      | ۲            |
| ۲۴   | ارسک         | بشرویه  | ۲٬۹۵۵        | ۱۳۸۹      | ۲            |
| ٢۵   | آبیز         | زیرکوه  | ۲٬۷۱۶        | ۱۳۹۷      | ۱            |
| ۲۶   | باغستان      | فردوس   | ۲٬٧٠۴        | ۱۳۹۹      | ۱            |
| ٢۷   | درح          | سربیشه  | ۲٬۴٣١        | ۱۳۹۷      | ۱            |
| ٢۸   | قهستان       | درمیان  | ۲٬۳۲۲        | ۱۳۸۷      | ۱            |
| ۲۹   | گزیک         | درمیان  | ۲٬۲۹۴        | ۱۳۸۹      | ۲            |
| ۳۰   | زهان         | زیرکوه  | ۱٬۱۱۸        | ۱۳۸۳      | ۲            |
| ۳۱   | ماژان        | خوسف    | ۴۷۶          | ۱۳۹۹      | ۱            |